# Righteous Kill
Righteous Kill är en amerikansk psykologisk thrillerfilm från 2008 i regi av Jon Avnet, med Al Pacino och Robert De Niro i huvudrollerna. Den hade premiär i USA den 12 september 2008.

## Handling
De två äldre poliserna "Rooster" (Al Pacino) och "Turk" (Robert De Niro) är på jakt efter en seriemördare som vid varje offer lämnar efter sig en dikt. De båda polismännen grep en man för över 30 år sedan för ett liknande brott, frågan som nu uppkommer är: Grep de fel man? Man misstänker att seriemördaren kan vara ur deras egen kår.

## Rollista i urval
- Al Pacino – "Rooster"
- Robert De Niro – "Turk"
- 50 Cent (Curtis Jackson) – "Spider"
- Carla Gugino – Karen Corelli
- John Leguizamo – Simon Perez
- Donnie Wahlberg – Ted Riley
- Brian Dennehy – Hingis
- Trilby Glover – Jessica
- Melissa Leo – Cheryl Brooks
- Oleg Taktarov – Yevgeny Mugalat
- Sterling K. Brown – Rogers
- Alan Blumenfeld – Martin Baum
- Frank John Hughes – Charles Randall
- Rob Dyrdek – "Rambo"